# フアン・ルイス・デ・アラルコン
フアン・ルイス・デ・アラルコン・イ・メンドーサ（Juan Ruiz de Alarcón y Mendoza, 1581年? - 1639年8月4日）は、スペイン黄金世紀（1492年 - 1648年）の劇作家。ヌエバ・エスパーニャのレアル・デ・タスコ（現在のメキシコ・ゲレーロ州タスコ）に生まれる。

## 家系
アラルコン家は、スペインのアストゥリアス州の古い貴族であった。「アラルコン」という名前は、先祖のフェレン・マルティネス・デ・セバージョスが1177年にムーア人をクエンカ近郊のアラルコンの要塞から追放した後、カスティーリャ王アルフォンソ8世から授かったものだった。母方の祖父母エルナンドおよびマリア・デ・メンドーサは1535年メキシコに入植した最初のスペイン人の中にいて、夫婦はタスコに定住した。その娘レオノール・デ・メンドーサが結婚した相手が、イダルゴ（貴族）と言われていたペドロ・ルイス・デ・アラルコンだった。
フアン・ルイス・デ・アラルコンには4人の兄弟がいた。コレギオ・デ・サン・ホアン・デ・レトランの校長であったペドロ・ルイス・デ・アラルコン、聖職者で中央メキシコのナワ族の非キリスト教的な風習に関する論文を書いたエルナンド・ルイス・デ・アラルコン、他にガスパールとガルシアという兄弟もいたが、彼らについてはほとんど知られていない。

## 生涯
フアン・ルイス・デ・アラルコンは1581年頃、レアル・デ・テスコで生まれた。父親は鉱山の監督、母親はスペインで最も輝かしい家系の一つ、メンドーサ家の子孫だった。フアンは背丈が小さく、顔色は色黒で、脊椎後湾だった。彼の批判の中には、作品でなくその容貌を嘲笑するものがしばしばあった。
1600年、サラマンカ大学で法学の勉強をするために、スペインに行った。法学のLicentiate（現代の修士にほぼ等しい）を得ようとしたが、結局学位は取れずに、1605年、卒業した。セビリアでしばらく弁護士を開業してから、1608年にメキシコに戻ると、王立メキシコ大学に入り、1609年には修士号を得た。続けてすぐに博士号を取るための勉強を始め、修了はしたのだが、学位を得ることはできなかった。学位授与の式典にかかる費用が高額だったからに違いない。しばらくの間、彼は法律顧問、代弁者、暫定予審判事をしながら、大学の講師の椅子を得ようと繰り返し繰り返し試みたが、果たせなかった。
1611年、再びスペインに渡り、サリナス侯爵の雇い人になった。法廷での職探しに関しては、失望の日々がはじまった。この時、純粋に金儲けの手段として、威勢の良い首都の文学および演劇界に飛び込んだのだが、それが結果的として、アラルコンの多くの劇を世に出すことになった。第1作『El semejante de sí mismo』は不成功だったが、注目はされた。嘲笑し非難する者もいたが、支持する者もいた。
10年ほど、彼は二重生活を続けたが、それも、新世界のスペイン植民地のための上級裁判所のようなものより格上の、王立インディアス枢機会議に（最初は一時的に続いて恒久的に）任命（1626年）されるまでだった。政治的成功を手に入れ、1628年と1634年には2冊の戯曲集も出版するが、彼の文学活動はここで終わってしまう。作品のいくつかが剽窃され、彼のライバルだったロペ・デ・ベガのものとして出版されてしまったからだ。以後の13年は国王への法的貢献に費やし、1639年、マドリードで亡くなった。

## 文学的経歴と重要な作品
アラルコンはスペイン黄金世紀（Siglo de Oro）の劇作家の中では、ただ一人のスペイン系アメリカ人だった。一方、スペインの大劇作家の中では最も寡作な作家だった。作品の熟考と、韻文化と全体の構成を磨くことに、相当の苦心をしたのである。ジェームズ・フィッツモーリス＝ケリーはアラルコンのことをこう言った。「ルイス・デ・アラルコンより偉大なスペインの劇作家はいる。ただし、あのような揺るぎない完全性を示す作品は他にない」。
アラルコンは少なくとも20の劇を書いた。その中で最も有名な作品は『疑わしい真実（La Verdad sospechosa）』である。フランス文学史上最初のフランス喜劇であるピエール・コルネイユの『嘘つき男（Le menteur）』は、作者本人も認めていることだが、この『疑わしい真実』の焼き直しである。ところでライバルたちは、彼の奇形に敵意を募らせたのか、たびたび口論を仕掛けてきた。しかし、彼らの攻撃に、アラルコンは威厳ある態度を貫いた。『Los pechos privilegiados』で、ロペ・デ・ベガに対してとった彼の逆襲は、冷淡かつ軽蔑に満ちた毒舌のこれ以上はない見本であった。
他のどのスペインの劇作家より、アラルコンは道徳的目的を気に掛けた。台詞同様に輝かしい彼の劇的な表現の才能は、自然で、生き生きしていた。彼がスペイン生まれでないことが彼の劇の注目すべきところであると言われてきて、確かにその意見にはいくつかの根拠があるのだが、彼の技量は異常に細心で、『El Tejedor de Segovia』で、彼は国民的芸術、国民的感情、国民的表現の傑作を生み出した。